# Agromyza ferruginosa
Agromyza ferruginosa este o specie de muște din genul Agromyza, familia Agromyzidae, descrisă de Van der Wulp în anul 1871.
Este endemică în Netherlands. Conform Catalogue of Life specia Agromyza ferruginosa nu are subspecii cunoscute.